# Asia Rugby Championship 2023
Asia Rugby Championship 2023 – siódma edycja corocznego turnieju organizowanego pod auspicjami Asia Rugby dla trzech najlepszych azjatyckich męskich reprezentacji rugby union. Turniej został rozegrany od 3 do 17 czerwca 2023 roku, a jego zwycięzcą została reprezentacja Hongkongu.
Sędziowie zawodów zostali wyznaczeni pod koniec maja 2023 roku. Obydwa swoje spotkania wygrali reprezentanci Hongkongu, broniąc tym samym tytułu sprzed roku.
Wszystkie mecze były transmitowane w Internecie w mediach społecznościowych kontynentalnego związku.

## System rozgrywek
Rozgrywki prowadzone były systemem kołowym w ciągu trzech meczowych dni pomiędzy 3 a 17 czerwca 2023 roku i uczestniczyły w nich trzy najlepsze zespoły poprzedniego sezonu. Zwycięzca meczu zyskiwał cztery punkty, za remis przysługiwały dwa punkty, porażka nie była punktowana, a zdobycie przynajmniej czterech przyłożeń lub przegrana nie więcej niż siedmioma punktami premiowana była natomiast punktem bonusowym.

## Mecze
| 3 czerwca 202314:00 | Malezja | 3:27 | Korea Południowa | Saidina Hamzah Stadium, Kuala Lumpur Sędzia: Matthew Rodden |
| 3 czerwca 202314:00 |         | 3:27 |                  | Saidina Hamzah Stadium, Kuala Lumpur Sędzia: Matthew Rodden |

| 10 czerwca 202317:00 | Hongkong | 88:9 | Malezja | Hong Kong Football Club Stadium, Hongkong Sędzia: Shane Barr |
| 10 czerwca 202317:00 |          | 88:9 |         | Hong Kong Football Club Stadium, Hongkong Sędzia: Shane Barr |

| 17 czerwca 202317:00 | Hongkong | 30:10 | Korea Południowa | Hong Kong Football Club Stadium, Hongkong Sędzia: Katsuki Furuse |
| 17 czerwca 202317:00 |          | 30:10 |                  | Hong Kong Football Club Stadium, Hongkong Sędzia: Katsuki Furuse |